# 鈴木辰己
鈴木 辰己（すずき たつみ、1953年3月11日 - ）は、日本のオートレース選手。静岡県出身。13期、浜松オートレース場所属。競艇選手の鈴木成美は実子。

## 選手データ
- プロフィール
  - 選手登録 1975年3月24日
  - 身長　159.2cm
  - 体重　56.1kg
  - 血液型　A型
  - 趣味　魚釣り

- 戦歴 
  - 通算優勝回数:107回
  - グレードレース(SG,GI,GII)優勝回数:16回
  - 全国区レース優勝回数、SG優勝回数:1回
  - GI優勝回数:8回
  - GII優勝回数:7回
  - 年間最多勝利選手:1回

- 受賞歴
  - 優秀選手賞:4回
  - 特別賞:1回
  - 日本プロスポーツ大賞・新人賞:1回

## グレードレース戦歴
- SG戦歴
  - SG優勝回数:1回
  - オールスターオートレース（1990年、川口オートレース場）

- GI戦歴
  - GI優勝回数:8回
  - 秋のスピード王決定戦（2003年、浜松オートレース場）
  - 開場記念ゴールデンレース（1992年・1995年・2002年、浜松オートレース）
  - スピード王決定戦（1992年・1994年、浜松オートレース場）
  - グランドチャンピオン決定戦（1990年、川口オートレース）
  - 開設記念シルクカップ争奪戦（1986年、伊勢崎オートレース場）

- GII戦歴
  - GII優勝回数:7回
  - 中日スポーツ杯争奪サマーチャンピオン決定戦（1996年・2000年、浜松オートレース場）
  - 春のスピード王決定戦（1980年・1983年・1988年、浜松オートレース場）
  - 市制周年記念レース（1983年・1984年、浜松オートレース場）

## 浜松のエース
鈴木辰己は、浜松オートレース場を長らく一人で支えてきた大エースである。
1975年3月24日に選手登録。翌年、廃止された大井オートレース場に変わり伊勢崎オートレース場が新設された際に、当時浜松のエース選手であった山元正次（6期、引退）が伊勢崎オートレース場に移籍する事となってしまった。そんな、新たなエースの誕生が期待されていた時期に新人時代を過ごした鈴木は、その後順調な成長を見せ、1980年には初の記念タイトルを獲得するに至った。
以降も浜松の中心選手として活躍した。この時期は浜松の選手のレベルが他地区のそれと差が着けられてしまっているという状況で、鈴木辰己が事実上浜松の一枚看板として君臨することとなった。辰己にはカミソリのような切れ味のスタート力が最大の武器であった。
しかし、そんな鈴木辰己を以ってしても、当時の特別競走（現在のSG競走）タイトルには中々手が届かなかった。1983年に地元浜松で開催された第15回日本選手権オートレースで優出を果たし、優勝戦で力走するも、あと一歩のところで飯塚将光（9期、船橋オートレース場所属）に捌かれ準優勝に終わった。2年後の1985年に伊勢崎で開催された第17回日本選手権では、かつての先輩である山元正次と共に優勝戦に臨み、トップスタートを切るも、篠崎実(9期、川口オートレース場所属)に捌かれてしまい、またも準優勝に終わってしまった。
更に3年後、1988年に飯塚オートレース場で開催された第20回日本選手権では、参加選手のうちただ一人ニューフジ二気筒を駆り優出。優勝戦ではトライアンフやメグロ二気筒を駆る他の選手を遥かに上回る直線での速力を武器に勇戦するも、中盤からエンジンが変調を来たしてしまい、無念の涙を飲んだ。
しかし、1990年の第9回オールスターオートレースで悲願の特別競走タイトルを遂に獲得した。更に、その前節の一般開催と次節の記念競走（現在のGI競走）も制し、川口走路で3連続優勝を飾る。
高橋貢（22期、伊勢崎オートレース場所属）に破られるまでは、オートレース選手競走ランク連続A級（後にS級に改変される）1位の連続記録を持っていた。また、浜松所属の選手で唯一通算勝利数1000勝と通算優勝回数100回の両方を達成している。
伊藤信夫（24期）の台頭によりエースの座を譲ることになったが、2002年にはGIゴールデンレースを制覇、そして同年のSG第21回オールスターオートレース優勝戦では試走タイム3.27を叩き出し、トップスタートを切ると、伊藤の猛烈な追い上げを尻目に終始レースをリードし続けた。惜しくも最終周回で伊藤信夫に捌かれてしまい優勝を逃したが、地元浜松勢がの表彰台を独占する結果となった。

## 近況
落車事故による長期欠場などもあり、近況は若干衰えが見え始めている。ランクも現在はA級に甘んじており、若手のスピードレースに手を焼くシーンも多い。
しかし、持ち前のスタート力は今なお健在であり、エンジンの仕上がり次第では十分戦える力を持っている。
2023年1月4日、浜松オートレース場で開催された「第7回 花の舞新酒杯」（普通開催）開催最終日の第10レースにて1着となり、オートレース史上6人目の通算1,500勝を達成した。